# Williams FW38
O FW38 é o modelo de carro de corrida fabricado pela equipe Williams para a disputa da temporada de Fórmula 1 de 2016, pilotado por Felipe Massa e Valtteri Bottas.
O lançamento do carro está programado no dia 22 de fevereiro nos primeiros dias de testes da pré-temporada no Circuito da Catalunha em Montmeló na Espanha. Mas a equipe antecipou e divulgou as fotos oficiais do carro no dia 19 de fevereiro.

## Pré-Temporada[3]
A evolução do modelo FW38-Mercedes na segunda série de testes foi sensível. Felipe Massa e Valtteri Bottas disseram pilotar um carro mais estável, previsível e rápido que o modelo do ano passado, principalmente no ponto onde mais expunha sua fraqueza, nas curvas de baixa velocidade. Não treinaram com pista molhada, outro calcanhar de Aquiles da Williams nos dois últimos anos, por causa da reduzida geração de pressão aerodinâmica.
Mas também nesse quesito o novo carro, concebido pela mesma dupla dos últimos anos, Ed Wood e Jason Somerville, avançou. Pat Symonds, diretor técnico, deixou claro onde ambos mais deveriam atuar no novo projeto. O que os três e os outros 400 integrantes da escuderia não esperavam é que Force India e RBR fossem melhorar tanto seus monopostos, como parece ser o caso, pelo evidenciado na pré-temporada.
No fim do quarto dia de testes, Massa e Bottas tiveram discurso semelhante. “A Mercedes está na frente, provavelmente mais que no ano passado, depois vem a Ferrari. Nós devemos lutar pelo terceiro lugar entre os construtores (quinta colocação nas corridas) com a Force India e a Red Bull”, afirmou Massa. Se for mesmo essa a realidade que no início do campeonato, o salto das duas organizações que Massa e Bottas dizem serão adversárias da Williams será gigantesco.
Mas o modelo FW38 evidenciou, como descrito, características que podem garantir a Massa e Bottas bons resultados, em especial nas corridas. A Pirelli distribuiu uma tabela com a maior autonomia de cada piloto com os cinco tipos de pneus produzidos para pista seca.

## Desempenho
Assim como em 2015, a Williams mostra um carro bem projetado, mas ainda não no nível da Mercedes e da Ferrari. Um pacote aerodinâmico mais eficiente ainda é o principal ponto que separa o time britânico da briga pelas primeiras posições.

## Estatística
| Felipe Massa | X              | Valtteri Bottas |
| 53           | Pontos         | 85              |
| 0            | Vitórias       | 0               |
| 0            | Pole Positions | 0               |
| 0            | Volta Rápida   | 0               |
| 0            | Pódios         | 1               |
| 3            | Abandonos      | 2               |

## Resultados na Temporada
|}|}